# 皮特斯通风车
皮特斯通风车（Pitstone Windmill）是英国一座被列为二级*登錄建築的風車，歷史可以追溯到17世纪初。它位於英國英格蘭白金汉郡艾温霍和皮斯通民政教區边界附近一块大田的东北角。現今皮特斯通风车由英國國民信託管轄。